# Пюльнуа
Пюльнуа́ (фр. Pulnoy) — коммуна во французском департаменте Мёрт и Мозель, региона Лотарингия. Относится к кантону Сешам.

## География
Пюльнуа расположен в 7 км от Нанси, входит в агломерацию Большого Нанси.

## Демография
Население коммуны на 2010 год составляло 4486 человек.
| 1962 | 1968 | 1975 | 1982 | 1990 | 1999 | 2010 |
| ---- | ---- | ---- | ---- | ---- | ---- | ---- |
| 176  | 901  | 1657 | 3215 | 4031 | 4757 | 4486 |